# Colaphinus
Colaphinus is een geslacht van kevers uit de familie bladkevers (Chrysomelidae).
De wetenschappelijke naam van het geslacht werd in 1923 gepubliceerd door Julien Achard.

## Soorten
- Colaphinus zanettii Daccordi, 1978